# 白条走蛛
白条走蛛（学名：Nilus phipsoni）为盗蛛科走蛛属的动物。分布于印度至中国大陆、台湾岛以及香港、浙江等地。